# CST4
CST4 (англ. Cystatin S) — білок, який кодується однойменним геном, розташованим у людей на короткому плечі 20-ї хромосоми. Довжина поліпептидного ланцюга білка становить 141 амінокислот, а молекулярна маса — 16 214.
| 10         |  | 20         |  | 30         |  | 40         |  | 50         |
| ---------- |  | ---------- |  | ---------- |  | ---------- |  | ---------- |
| MARPLCTLLL |  | LMATLAGALA |  | SSSKEENRII |  | PGGIYDADLN |  | DEWVQRALHF |
| AISEYNKATE |  | DEYYRRPLQV |  | LRAREQTFGG |  | VNYFFDVEVG |  | RTICTKSQPN |
| LDTCAFHEQP |  | ELQKKQLCSF |  | EIYEVPWEDR |  | MSLVNSRCQE |  | A          |

A: Аланін

C: Цистеїн

D: Аспарагінова кислота

E: Глутамінова кислота

F: Фенілаланін

G: Гліцин

H: Гістидин

I: Ізолейцин

K: Лізин

L: Лейцин

M: Метіонін

N: Аспарагін

P: Пролін

Q: Глутамін

R: Аргінін

S: Серин

T: Треонін

V: Валін

W: Триптофан

Кодований геном білок за функціями належить до інгібіторів протеаз, інгібітор тіолових протеаз, фосфопротеїнів.
Секретований назовні.